# Федерална прокуратура на Бразилия
 Тази статия е за федералния дял на Прокуратурата на Съюза – орган на публичното обвинение в Бразилия.  За органа на Главната адвокатура на Бразилия със сходно име вижте Главна федерална прокуратура (Бразилия).  
Федералната прокуратура на Бразилия е независим орган, който притежава юрисдикция върху цялата територия на страната. Неин ръководител е главният прокурор на Бразилия, който ръководи и Прокуратурата на Съюза.
Дейността на Главната прокуратура на Бразилия е подчинена на защитата на обществените, груповите (малцинствени) и индивидуалните права (право на живот, свобода, труд и т.н.) и интереси, гарантирани от конституцията и законите на страната. От компетентността на Фераралната прокуратура на Бразилия са всички въпроси, които по силилата на разпоредбите на конституията и федералните закони представляват изключително федерално право. При криминални деяния Главната прокуратура на Бразилия е упълномощена да започва съдебни процеси пред всяко от федералните съдилища на страната. Такива криминални деяния са: посегателствата срещу собствеността, дейността или интересите на Съюза, независимите правителствени агенции или държавни компании; фалшифицирането на пари; измамите с федерални данъчни и осигурителни средства; робският труд; формирането на картели; прането на пари и незаконното изнасяне на парични средства зад граница; трафикът на хора, оръжия и наркотици; педофилията в Интернет; престъпленията, извършени от данъчни служители, служители на Федералната полиция или от служители на федерални органи и департаменти; престъпленията срещу околната среда.

## Състав
Членовете на Федералната прокуратура, наричани най-общо прокурори, се поделят на четири ранга в зависимост от функциите си и инстанциите, пред които пледират. Т.нар. главни субпрокурори на Републиката (Subprocuradores-Gerais da República) пледират пред висшите и върховни федерални съдебни инстанции – Върховния федерален съд, Висшия съд и Висшия електорален съд. Главните субпрокурори на Републиката могат да представляват обвинението в процеси от компетенциите на Върховния федерален съд и Висшия електорален съд само след като за целта им бъдат делегирани права от страна на главния прокурор на Републиката. Рангът на регионалните прокурори на Републиката (Procuradores Regionais da República) обединява членове на Федералната прокуратура, които пледират пред регионалните федерални съдилища на Бразилия. Най-ниско ниво в ранговата система във Федералната прокурата заемат прокурорите на Републиката (Procuradores da República), които представляват обвинението в процеси от компетенцията на първоинстанционните федерални съдилища и съдии.

## Структура
Структурата и организацията на Федералната прокуратура е определена в Допълнителен закон No.75 от 20 май 1993 за устройството на Прокуратурата на Съюза. Според него Органи на Федралната прокуратура са:
- главният прокурор на републиката;
- Колегията на прокурорите на републиката.
- Висшият съвет на Федералната прокуратура (Conselho Superior do Ministério Público Federal);
- камарите за координация и ревизия на Федералната прокуратура (Câmaras de Coordenação e Revisão do Ministério Público Federal);
- Корежедорията на Федералната прокуратура (Corregedoria do Ministério Público Federal);
- главните субпрокурори на републиката;
- регионалните прокурори на републиката;
- прокурорите на републиката.

### Колегия на прокурорите на Федералната прокура
Колегията на прокурорите на републиката включва всички членове на Федералната прокуратура и се председателства от главния прокурор на Републиката. Основните ѝ функции са: да номинира шестима членове на прокуратурата за съдии във Висшия съд от квотата на Федералната прокуратура; да номинира шестима членове на прокуратурата за съдии във Регионалните федерални съдилища от квотата на Федералната прокуратура; да избира четирима от членовете на Висшия съвет на Федералната прокуратура измежду субпрокурорите на републиката; да изпълнява съвещателни функции по общи въпроси, касаещи интересите на прокуратурата.

### Висш съвет на Федералната прокуратура
Висшият съвет на Федералната прокуратура включва главния прокурор на републиката, вице главния прокурор на републиката, четирима главни субпрокурори на републиката, избрани от Колегията на прокурорите на републиката, и четирима главни субпрокурори на републиката, избрани от колегите си по ранг. Висшият съвет е орган, който изпълнява широки регулаторни, контролни и нормативни функции, касаещи критериите за назначение и кариерно развитие на членовете на Федералната прокуратура, както и такива, касаещи дейността на различните административни звена на прокуратурата. Висшият съвет налага или одобрява дисциплинарни наказания на членове на прокуратурата; изисква или одобрява временно или постоянно отстраняване от длъжност на членове на прокуратурата и назначава дисциплинарни комисии, разследващи членове на прокуратурата; изготвя списък с трима субпрокурори на републиката – кандидати за длъжността Главен корежедор на Федералната прокуратура; попълва състава на различните технически и административни звена на прокуратурата и др.

### Камари за координация и ревизия
Камарите за координация и ревизия на Федералната прокуратура са специализирани по материя органи, които осигуряват координация, единство и проверка на функциите на прокуратурата. Всяка от камарите за координация и ревизия се състои от трима членове на прокуратурата, като един от членове се назначава от главния прокурор на републиката, а двама се избират от Висшия съвет на Федералната прокуратура. Мандатът на членовете на камарите е двугодишен. Главният прокурор определя по един от членовете на камарите за изпълняващ длъжността координатор, а Висшият съвет изготвя правилник за дейността на камарите. Всяка камара осигурява интегритета на дейността на органите на прокуратурата, които попадат в обсега на нейните компетенции, съблюдавайки принципа за функционална независимост. Камарите поддържат сътрудничество с други държавни органи или институции, които извършват дейност в сферите от тяхната компетенция. Камарите за координация и ревизия подсигуряват останалите органи на прокуратурата с правно-техническа информация от сферата на тяхната компетенция. Камарите одобряват съхраняването и архивирането на цялата или на части от информацията, събрана в хода на различните разследвания, или определят други органи на прокуратурата, които да извършват тази дейност, и се произнасят относно архивирането на информацията, събрана от полицейски и парламентарни разследвания, с изключения на случаите от компетенцията на главния прокурор.
Камарите се произнасят и по случаите на спорове за компетенция между различните органи на прокуратурата. За тази цел всички камари за координация и ревизия заседават заедно в т.нар. Институционален съвет на Федералната прокуратура.

### Корежедория на Федералната прокуратура
Корежедорията на Федералната прокуратура е орган, който контролира дейността и поведението на членовете на прокуратурата. Представлява вътрешен отдел, който се ръководи от главен корежедор. Главният корежедор се назначава от главния прокурор на републиката измежду кандидатите, предложени от Висшия съвет. Главният корежедор има право да участва без право на глас в заседанията на Висшия съвет. Той извършва ex oficio, по искане на главния прокурор или по искане на Висшия съвет разследвания или налагане на корективни мерки, резултатите от които се представят в съответни доклади. Главният корежедор започва разследвания срещу членове на прокуратурата и предлага на Висшия съвет откриване на последваща административна процедура срещу тях. Главният корежедор има право да извършва атестации на членовете на прокуратурата и да предлага на Висшия съвет отстраняването на онези от тях, които не са преминали успешно атестациите си.